# Hypogastrura spelaea
Hypogastrura spelaea är en urinsektsart som först beskrevs av Joseph 1882.  Hypogastrura spelaea ingår i släktet Hypogastrura och familjen Hypogastruridae. Inga underarter finns listade i Catalogue of Life.